# Lieffrans
Lieffrans é uma comuna francesa na região administrativa de Borgonha-Franco-Condado, no departamento de Alto Sona. Estende-se por uma área de 4,37 km². Em 2010 a comuna tinha 59 habitantes (densidade: 13,5 hab./km²).